# Municipio de Herzog
El municipio de Herzog (en inglés: Herzog Township) es un municipio ubicado en el condado de Ellis en el estado estadounidense de Kansas. En el año 2010 tenía una población de 894 habitantes y una densidad poblacional de 2,74 personas por km².

## Geografía
El municipio de Herzog se encuentra ubicado en las coordenadas 38°59′18″N 99°6′44″O / 38.98833, -99.11222. Según la Oficina del Censo de los Estados Unidos, el municipio tiene una superficie total de 326.09 km², de la cual 325,49 km² corresponden a tierra firme y (0,18 %) 0,6 km² es agua.

## Demografía
Según el censo de 2010, había 894 personas residiendo en el municipio de Herzog. La densidad de población era de 2,74 hab./km². De los 894 habitantes, el municipio de Herzog estaba compuesto por el 98,66 % blancos, el 0,22 % eran afroamericanos, el 0,22 % eran amerindios, el 0,11 % eran de otras razas y el 0,78 % eran de una mezcla de razas. Del total de la población el 0,22 % eran hispanos o latinos de cualquier raza.